# Segunda inundación de San Marcelo
La segunda inundación de San Marcelo fue una enorme tormenta en el océano Atlántico que barrió Inglaterra, los Países Bajos, el norte de Alemania, y Schleswig el domingo 16 de enero de 1362, causando entre 40 000 y 100 000 muertes. Recibe este nombre por ocurrir en la noche de la fiesta local de San Marcelo. En danés se llama Den Store Manddrukning (‘gran ahogamiento de hombres’) y en neerlandés, Grote Mandrenke (‘gran ahogamiento de hombres’).

## Crónica
El día anterior, sábado 15 de enero de 1362, una inmensa marejada ciclónica proveniente del mar del Norte barrió el interior de la región desde los Países Bajos hasta Dinamarca.
El domingo 16 de enero la marea fue más intensa, arrasando varias islas, haciendo que amplias zonas de tierra firme se convirtieran en islas, y aniquilando pueblos enteros, como Rungholt (en la isla de Strand, en el norte de Frisia).
El lunes 17 de enero fue el último día de marea fuerte.
Las crónicas afirman que en todo el mar del Norte hubo unas 100 000 muertes, una cifra que es probablemente exagerada. Solo en Países Bajos hubo entre 25 000 y 40 000 víctimas.
La inundación golpeó a todos los países alrededor del mar del Norte. El cronista alemán Anton Heimreich informó que en la Frisia septentrional (Schleswig-Holstein) el agua —debido a la construcción de represas en el litoral norfrisón— se elevó a más de 4 codos (unos 2,4 metros) y pasó por encima de 21 presas y diques. La rica ciudad de Rungholt (entonces capital de la región) y otras siete parroquias quedaron bajo agua para siempre. En la actualidad existe una leyenda, que durante las tormentas se pueden oír las campanas de las iglesias de Rungholt. La gran inundación (como es conocida en la crónica local) también dividió parte del litoral, creando de hecho las islas Frisias septentrionales —una vasta superficie de islas mareales—, la mayoría de las cuales desaparecerían tres siglos después, en la inundación de Burchardi, quedando las islas frisias de la actualidad.

## Repercusiones
Esta marea de tormenta, junto con otras de tamaño similar en el siglo XIII y XIV, jugó un papel en la formación del Zuiderzee, y fue característica de la inestabilidad meteorológica en el norte de Europa a principios de la Pequeña Edad de Hielo.